# Nepikastat
Nepikastat (INN) (SYN117, RS-25560-197) je enzimski inhibitor dopaminske beta hidroksilaze, enzima koji katalizuje konverziju dopamina u norepinefrin.
On je je ispitan kao potencijalni lek kongestivno zatajenje srca, i pokazano je da je dobro tolerisan u toj ulozi. 2012,
Klinička ispitivanja koja su istraživala moguću primenu nepikastata u lečenju posttraumatskog stresnog poremećaja (PTSD) i kokainske zavisnosti su završena 2012.

## Sinteza
Jedan od mogućih sintetičkih puteva je: